# Rhopalopterum glabrum
Rhopalopterum glabrum är en tvåvingeart som först beskrevs av Oswald Duda 1929.  Rhopalopterum glabrum ingår i släktet Rhopalopterum och familjen fritflugor. Inga underarter finns listade i Catalogue of Life.